# Koło (parlament)

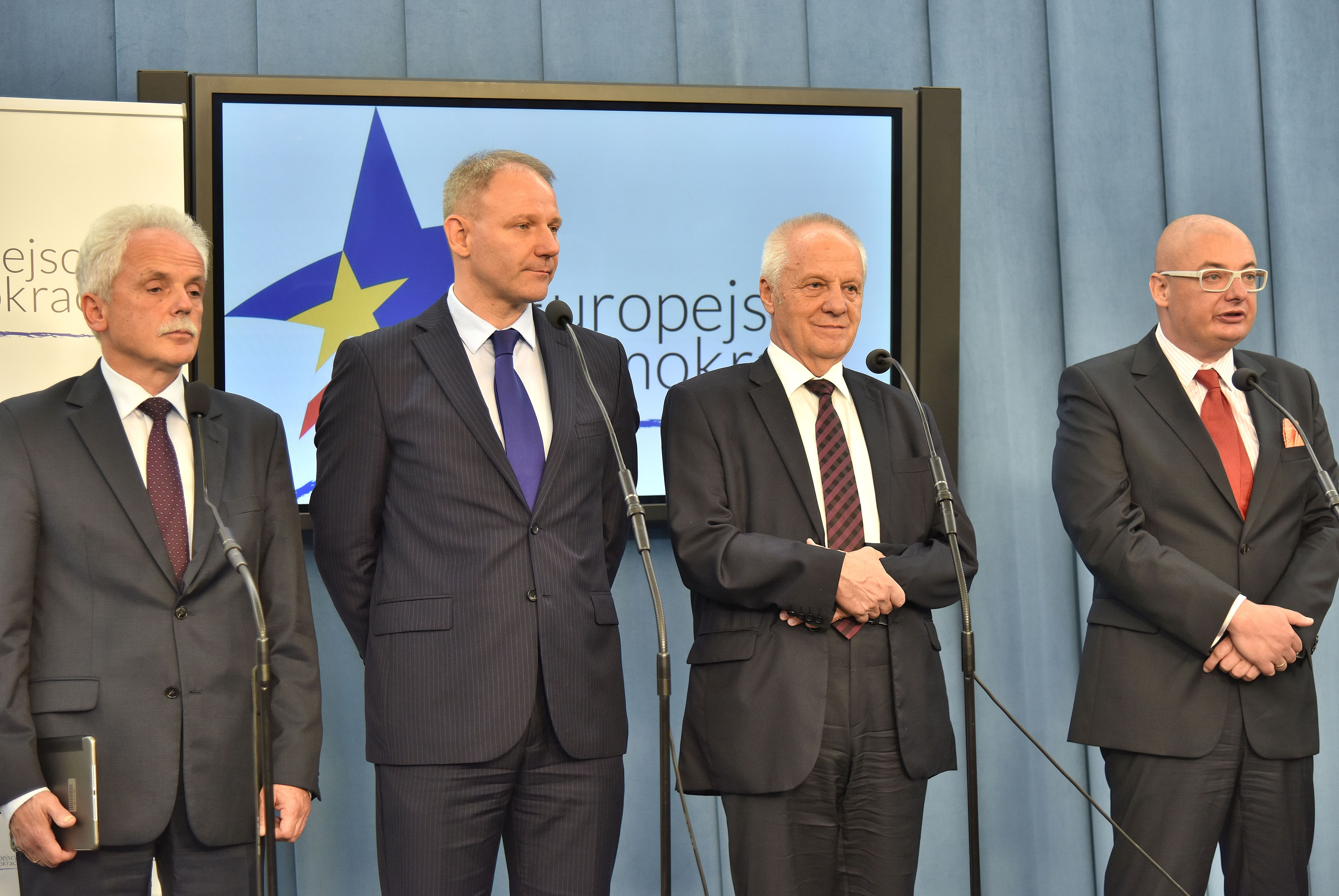
Posłowie koła poselskiego Europejscy Demokraci: Stanisław Huskowski, Jacek Protasiewicz, Stefan Niesiołowski i Michał Kamiński podczas konferencji prasowej w Sejmie (2016)

Koło – jedna z form zrzeszenia posłów i senatorów w polskim parlamencie.
Zgodnie z regulaminami Sejmu i Senatu, zarówno koło poselskie, jak i senackie musi liczyć co najmniej 3 członków. Posłowie wraz z senatorami mogą tworzyć wspólne koło parlamentarne.
Koło poselskie, w przeciwieństwie do klubu, nie może być reprezentowane w Konwencie Seniorów, chyba że w dniu rozpoczęcia kadencji Sejmu reprezentowało osobną listę wyborczą. Regulamin Sejmu i Senatu przewiduje także możliwość porozumienia kilku kół tak, by łączna liczba posłów wynosiła co najmniej 15 – wtedy możliwe jest wspólne reprezentowanie w Konwencie Seniorów. Parlamentarzysta może należeć tylko do jednego koła poselskiego, senackiego lub parlamentarnego.

## Aktualne koła w polskim parlamencie
W Sejmie X kadencji aktualnie funkcjonują trzy koła poselskie:
- Wolni Republikanie, do którego należy 4 posłów (przewodniczący Marek Jakubiak)[4].
- Razem, do którego należy 5 posłów (przewodnicząca Marcelina Zawisza)[5].
- Konfederacja Korony Polskiej, do którego należy 3 posłów (przewodniczący Włodzimierz Skalik)[6].

W Senacie XI kadencji funkcjonuje jedno koło:
- Niezależni i Samorządni, do którego należy 3 senatorów (przewodniczący Zygmunt Frankiewicz)[7].